# The Wilds (Fernsehserie)
The Wilds ist eine US-amerikanische Dramaserie von Sarah Streicher, welche am 11. Dezember 2020 auf Prime Video veröffentlicht wurde. Die Serie dreht sich um eine Gruppe weiblicher Teenager, die nach einem Flugzeugabsturz auf einer einsamen Insel stranden, aber nicht wissen, dass sie Gegenstand eines sozialen Experiments sind. Die zweite Staffel der Serie erschien am 6. Mai 2022.

## Handlung
Eine Gruppe weiblicher Teenager mit unterschiedlichen familiären Hintergründen stürzt auf dem Weg zu einem Empowerment-Camp in Hawaii in einem Flugzeug ab. Sie überleben den Absturz und finden sich auf einer einsamen Insel wieder. Während die Mädchen daran arbeiten, als Gestrandete zu überleben, und voneinander lernen, wissen sie nicht, dass sie Gegenstand eines sozialen Experiments sind. Der Flugzeugabsturz wurde inszeniert, um die sozialen Strukturen weiblicher Gemeinschaften im Rahmen des „Dawn of Eve“-Programms zu erforschen. Die Abenteuer der Mädchen auf der Insel werden von Flashback-Szenen über ihr Leben vor dem Absturz und Flashforward-Szenen unterbrochen, in denen zwei Männer, die behaupten, Agenten des FBI zu sein, die Überlebenden nach ihrer vermeintlichen Rettung interviewen.

## Produktion
Die Dreharbeiten für die erste Staffel begannen im Oktober 2019 in Neuseeland. Die meisten Außenszenen der ersten Staffel wurden in Bethells Beach gedreht. Die Dreharbeiten für die zweite Staffel wurden von Neuseeland nach Queensland in Australien verlegt und begannen im April 2021.
The Wilds ist die erste Produktion von ABC Signature für die Video-on-Demand-Plattform Amazon Prime Video.

## Besetzung
Die Synchronisation der Serie wird bei der Film- & Fernseh-Synchron nach einem Dialogbuch von Benjamin Peter und Nadine Zaddam unter der Dialogregie von Uta Kienemann-Zaradic erstellt.

### Hauptbesetzung
| Rolle            | Schauspieler          | Hauptrolle (Folgen) | Nebenrolle (Folgen) | Synchronsprecher      |
| ---------------- | --------------------- | ------------------- | ------------------- | --------------------- |
| Fatin Jadmani    | Sophia Ali            | 1.01–2.08           |                     | Lea Kalbhenn          |
| Dot Campbell     | Shannon Berry         | 1.01–2.08           |                     | Marcia von Rebay      |
| Martha Blackburn | Jenna Clause          | 1.01–2.08           |                     | Liv Wagener           |
| Rachel Reid      | Reign Edwards         | 1.01–2.08           |                     | Leslie-Vanessa Lill   |
| Shelby Goodkind  | Mia Healey            | 1.01–2.08           |                     | Maresa Sedlmeir       |
| Nora Reid        | Helena Howard         | 1.01–1.10           | 2.01, 2.05          | Pia Amofa-Antwi       |
| Toni Shalifoe    | Erana James           | 1.01–2.08           |                     | Pola Jane O’Mara      |
| Leah Rilke       | Sarah Pidgeon         | 1.01–2.08           |                     | Sophie Rogall         |
| Daniel Faber     | David Sullivan        | 1.01–2.08           |                     | Markus Pfeiffer       |
| Dean Young       | Troy Winbush          | 1.01–2.08           |                     | Oliver Mink           |
| Gretchen Klein   | Rachel Griffiths      | 1.01–2.08           |                     | Uta Kienemann-Zaradic |
| Kirin O’Conner   | Charles Alexander     | 2.01–2.08           |                     | Max-Jacob Schira      |
| Rafael Garcia    | Zack Calderon         | 2.01–2.08           |                     | Maximilian Belle      |
| Josh Herbert     | Nicholas Coombe       | 2.01–2.08           |                     |                       |
| Seth Novak       | Alex Fitzalan         | 2.01–2.08           |                     |                       |
| Ivan Taylor      | Miles Gutierrez-Riley | 2.01–2.08           |                     |                       |
| Henry Tanaka     | Aidan Laprete         | 2.01–2.08           |                     |                       |
| Bo Leonard       | Tanner Ray Rook       | 2.01–2.08           |                     |                       |
| Scotty Simms     | Reed Shannon          | 2.01–2.08           |                     | Malte Wetzel          |

## Episodenliste

### Staffel 1
Die Episoden der ersten Staffel wurden am 11. Dezember 2020 weltweit auf Prime Video veröffentlicht.
| Nr. (ges.) | Nr. (St.) | Deutscher Titel | Originaltitel    | Regie             | Drehbuch                      |
| ---------- | --------- | --------------- | ---------------- | ----------------- | ----------------------------- |
| 1          | 1         | Der Absturz     | Day One          | Susanna Fogel     | Sarah Streicher               |
| 2          | 2         | Rachel          | Day Two          | John Polson       | Sarah Streicher               |
| 3          | 3         | Dot             | Day Three        | John Polson       | Daniel Paige                  |
| 4          | 4         | Toni            | Day Six          | Cherie Nowlan     | Tonya Kong                    |
| 5          | 5         | Fatin           | Day Seven        | Haifaa Al Mansour | Shalisha Francis-Feusner      |
| 6          | 6         | Code 215        | Day Twelve       | Alison Maclean    | Sarah Streicher               |
| 7          | 7         | Der Maulwurf    | Day Fifteen      | Ed Wild           | Melissa Blake                 |
| 8          | 8         | Shelby          | Day Sixteen      | Tara Nicole Weyr  | Amy B. Harris & Melissa Blake |
| 9          | 9         | Martha          | Day Twenty-Two   | Sydney Freeland   | J.L. Tiggett                  |
| 10         | 10        | Dawn of Eve     | Day Twenty-Three | John Polson       | Sarah Streicher               |

### Staffel 2
Die Episoden der zweiten Staffel wurden am 6. Mai 2022 weltweit auf Prime Video veröffentlicht.
| Nr. (ges.) | Nr. (St.) | Deutscher Titel  | Originaltitel | Regie           | Drehbuch                    |
| ---------- | --------- | ---------------- | ------------- | --------------- | --------------------------- |
| 11         | 1         | Kontrollgruppe   | Day 30 / 1    | Alison Maclean  | Sarah Streicher             |
| 12         | 2         | Tijuana          | Day 34 / 12   | Alison Maclean  | Melissa Blake               |
| 13         | 3         | Raubtier         | Day 36 / 14   | Nima Nourizadeh | Franklin Hardy              |
| 14         | 4         | Geburtstagsparty | Day 42 / 15   | Nima Nourizadeh | Leon Chills                 |
| 15         | 5         | Verstoßen        | Day 45 / 16   | Ben C. Lucas    | Amy B. Harris & Leon Chills |
| 16         | 6         | Liebe und Hass   | Day 46 / 26   | Ben C. Lucas    | A. Rey Pamatmat             |
| 17         | 7         | Lagerkoller      | Day 50 / 33   | Aurora Guerrero | Franklin Hardy              |
| 18         | 8         | Exodus           | Exodus        | Ben Young       | Sarah Streicher             |